# Pian di Vedoia
Pian di Vedoia è una frazione del comune italiano di Ponte nelle Alpi, in provincia di Belluno.
È importante come località di transito in quanto vi termina l'autostrada A27 proveniente da Mestre; di qui il traffico può proseguire sulla strada statale 51 di Alemagna diretta in Cadore. Il Paese è inoltre attraversato dalla ferrovia che collega Ponte nelle Alpi a Calalzo di Cadore.

## Geografia fisica
È il centro abitato più settentrionale del comune, non lontano dal confine con Fortogna di Longarone. Come suggerisce il toponimo, si distende su un pianoro presso la riva destra del Piave, di fronte a Soverzene; le due sponde sono fra loro collegate da un ponte.
Il paese è dominato a ovest dalle cime del Col Musac (1 253 m s.l.m.), contrafforte orientale del monte Serva. Subito a nord, perpendicolare al corso del Piave, si apre la suggestiva valle dei Molini dei Frari, dove scorre l'omonimo Rio dei Frari, la quale può essere risalita sino a forcella Palughet (1 521 m) attraverso il sentiero CAI 515. Nel limite sud della Frazione scorre il Rio delle Salere, nel cui corso è situato un antico mulino, oggi ristrutturato e aperto ai visitatori. Essendo il Paese compreso tra due torrenti, viene definito "piccola Mesopotamia", richiamando l'antichissima area compresa tra il Tigri e l'Eufrate.
Pian di Vedoia è collegata a Polpet da un'antica strada sterrata risalente all'epoca dei Romani.

## Monumenti e luoghi d'interesse
La chiesa della Madonna di Vedoia, dedicata all'Addolorata e compresa nella parrocchia di Polpet, risale al 1730. Tra le opere qui conservate spicca la pala raffigurante la titolare, lavoro di Cesare Vecellio.
Altro luogo d'interesse è il cosiddetto Pian de le forche, uno spiazzo nella parte iniziale del Col Musac dove, durante la Seconda Guerra Mondiale, i soldati tedeschi impiccarono dei partigiani italiani. Le più note accaddero nei giorni della liberazione: il 29 aprile 1944 vennero arrestate 19 persone come ostaggi nel comune di Ponte nelle Alpi, 17 dei quali vennero liberati il giorno dopo, ma Luigi Barito e Mamante De Bona vennero impiccati dai tedeschi in questo luogo.
Molto caratteristica è la piazzetta situata al centro del Paese, dove un tempo si svolgevano sagre e spettacoli vari. 
Come punto di ritrovo della comunità, però, è preferito il piazzale nella parte più nuova del Paese.